# Хесус дель Муро
Хесус дель Муро Лопес (ісп. Jesús del Muro López, 30 листопада 1937 — 4 жовтня 2022) — мексиканський футболіст, захисник.
Насамперед відомий виступами за національну збірну Мексики, «Атлас» та «Крус Асуль».
14-е місце у рейтингу IFFHS «Найкращі футболісти Центральної і Північної Америки XX сторіччя».

## Клубна кар'єра
У дорослому футболі дебютував 1957 року виступами за команду «Атлас», в якій провів вісім сезонів. В 1962 році виграв кубок Мексики.
В сезоні 1965/66 захищав кольори «Веракруса».
Своєю грою за останню команду привернув увагу представників тренерського штабу клубу «Крус Асуль», до складу якого приєднався 1966 року. Відіграв за команду з Мехіко наступні три сезони своєї ігрової кар'єри. В 1969 році виграв чемпіонат та національний кубок.
В сезоні 1969/70 захищав кольори «Толуки».
Завершувати професійну кар'єру футболіста повернувся до команди «Крус Асуль», за яку відіграв 2 сезони. З цим клубом здобув свій другий титул чемпіона Мексики.

## Виступи за збірну
1958 року дебютував в офіційних матчах національної збірної . Протягом кар'єри у головній команді країни, за 11 років, провів 40 матчів.
У складі збірної був учасником трьох чемпіонатів світу: у Швеції (1958 рік), Чилі (1962 рік) та Англії (1966).

## Кар'єра тренера
Розпочав тренерську кар'єру у клубі «Толука». Потім працював з «Пачукою» та «Халіско».
До 2000 року працював з юнацькою та молодіжною збірними Мексики.

## Титули та досягнення
- Чемпіон Мексики (2): 1969, 1972
- Володар кубка Мексики (2): 1962, 1969
- Переможець Чемпіонату націй КОНКАКАФ: 1965
- Срібний призер Чемпіонату націй КОНКАКАФ: 1967